# Seconde bataille de Lyman
Pour les articles homonymes, voir Bataille de Lyman.
Pour un article plus général, voir Offensive de l'Est de l'Ukraine.
 (septembre 2022).
Invasion de l'Ukraine par la Russie de 2022
Offensive du Donbass (2022)
Batailles
Offensive de Kiev (Jytomyr, Kiev) : 
- 1re Hostomel
- Tchernobyl
- Ivankiv
- Kiev
- 2e Hostomel
- Vassylkiv
- Boutcha
- Irpin
  - Bombardement de réfugiés
- Jytomyr
- Mochtchoun
- Makariv
- Brovary

Offensive du Nord (Tchernihiv, Soumy) :
- Hloukhiv
- Slavoutytch
- Bombardements
- Soumy
- Trostianets
- Tchernihiv
- Okhtyrka
- Lebedyn
- Konotop
- Romny
- Desna
- Escarmouches frontalières

Russie  (Briansk, Belgorod) :
- Incursions en Russie occidentale
  - Oblast de Briansk
  - Oblasts de Belgorod et de Koursk
    - Incursions de 2024

  - Bombardement de Belgorod
- Oblast de Koursk (août 2024)

Campagne de l'Est (Donetsk, Louhansk, Kharkiv)
Kharkiv :
- 1re Kharkiv
  - Tchouhouïv
  - Bombardements : en février
  - en mars
  - en avril
  - du bâtiment administratif
- Izioum
- 2e Kharkiv
  - Balaklia
  - 1re Koupiansk
  - Chevtchenkove
- 3e Kharkiv

Nord du Donbass:
- Starobilsk
- Sloviansk
  - Dovhenke
  - 1re Lyman
  - Sviatohirsk
  - Bohorodychne et Krasnopillia
  - Bombardements : Bilohorivka
  - Kramatorsk
- Sievierodonetsk
  - Kreminna
  - Donets
  - Roubijné
  - Popasna
  - Tochkivka
  - Massacre
- Lyssytchansk
- 2e Kharkiv
  - Balaklia
  - 1re Koupiansk
  - Chevtchenkove
  - 2e Lyman
- Oblast de Louhansk
  - Ligne Svatove-Kreminna
  - Serebryansky
  - 2e Koupiansk

 Centre du Donbass:
- Horlivka
- Popasna
- Svitlodarsk
- Bakhmout
  - Soledar
- Siversk
- Tchassiv Iar
- Toretsk
- Kourakhove
- Velyka Novossilka
- Novopavlivka

Sud du Donbass :
- Volnovakha
- Marioupol
  - Bombardements : de l'hôpital
  - du théâtre
  - de l'école d'art
- Pisky
- Vouhledar
  - Pavlivka
- Marïnka
- Contre-offensive de 2023
- Avdiïvka
- Novomykhaïlivka
- Pokrovsk
  - Krasnohorivka
  - Toretsk
- Bombardements :
- Makiïvka
- Donetsk

Campagne du Sud (Mykolaïv, Kherson, Zaporijjia)
- 1re Kherson
- Odessa
- Melitopol
- Mykolaïv
  - Bombardements : à fragmentation
  - du bâtiment administratif
- 1re Berdiansk
- Zaporijjia
- Tchornobaïvka
- Enerhodar
- Voznessensk
- Houliaïpole
- Davydiv Brid
- 2e Berdiansk
- Nova Kakhovka
- 2e Kherson
  - Doudtchany
- Dniepr
- Tchoulakivka
- Contre-offensive de 2023
  - Robotyne

Frappes aériennes dans l'Ouest et le Centre de l'Ukraine
- Lviv (02/2022)
- Vinnytsia (03/2022)
- Yavoriv (03/2022)
- Deliatyne (03/2022)
- Dnipro
- Rivne

Guerre navale
- Île des Serpents (02/2022)
- Moskva (04/2022)

Attaques en Crimée
- Novofedorivka (08/2022)
- Djankoï (08/2022)
- Pont de Crimée (10/2022)
- Base navale de Sébastopol (10/2022)
- Pont de Crimée (07/2023)
- Base navale de Sébastopol (09/2023)

Débordement
- Aéroport de Millerovo
- Sabotages en Russie
- Attaques en Transnistrie
- Sabotage des gazoducs Nord Stream
- Terrain d'entraînement militaire de Soloti
- Explosions en Pologne
- Bases aériennes de Dyagilevo et Engels-2
- Base aérienne de Minsk-Matchoulichtchi
- Crise russo-moldave de 2023
  - Accusations de tentative de coup d'État en Moldavie
- Incident de drone de 2023 en mer Noire
- Rébellion du groupe Wagner

Massacres
- Tchernihiv
- Boutcha
- Borodianka
- Olenivka
- Izioum

La seconde bataille de Lyman est le deuxième engagement militaire entre l'Ukraine et la Russie — et ses alliés séparatistes du Donbass — dans la ville de Lyman lors de l'invasion de l'Ukraine par la Russie. Cette bataille débute le 11 septembre 2022 alors que l'armée ukrainienne a lancé une contre-offensive éclair et victorieuse dans la région de Kharkiv. L'objectif est de reprendre Lyman, qui est alors aux mains des troupes des républiques séparatistes et des troupes russes. La bataille se termine le 2 octobre 2022, par la reprise de la ville par les forces ukrainiennes.

## Contexte

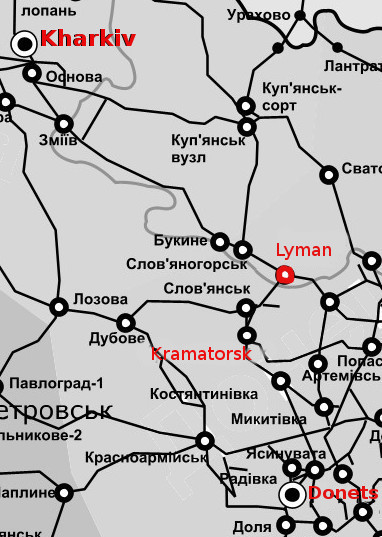
Lyman sur les voies de chemin de fer de l'Ukraine.

À la suite de la première phase de l'offensive éclair de l'armée ukrainienne dans l'oblast de Kharkiv, qui lui a permis de reprendre les villes stratégiques d'Izioum et de Koupiansk en septembre 2022, le front se stabilise le long de la rivière Oskil, dont le cours est marqué par le réservoir-barrage d'Oskil, qui élargit le cours d'eau et en fait un obstacle difficile à franchir.
Au nord du réservoir, les forces russes ont établi une défense le long de l'Oskil, et contiennent l'avancée des troupes ukrainiennes autour de la tête de pont de Koupiansk.
Au sud se trouvent d'importantes forces ukrainiennes, qui étaient impliquées dans la prise d'Izioum et la défense de Sloviansk et Siversk, situées dans le Donbass. L'offensive est donc relancée en cherchant à contourner le réservoir par le sud. Les verrous sont, d'est en ouest, les villes de Lozove, Drobysheve et Lyman.
Lyman est un important nœud ferroviaire, ainsi qu'un des derniers bastions avant la rivière Krasna, dernier obstacle naturel face à une avancée ukrainienne vers Lyssytchansk et Sievierodonetsk et le long de laquelle passe la voie d'approvisionnement la plus directe pour soutenir l'effort russe, en cours depuis juillet, pour prendre la ville de Bakhmout.
La prise de Lyman permettrait donc à l'armée ukrainienne d'établir une tête de pont sur la rive gauche de la Donets et menacer les opérations de la Russie visant à conquérir entièrement le Donbass,.
La ville est sous contrôle des forces russes depuis fin mai à la suite de la première bataille de Lyman.

## Bataille
Les combats pour la ville de Lyman, située dans l'oblast de Donetsk, commencent le 11 septembre 2022 alors que des troupes ukrainiennes se lancent à l'attaque en traversant la Donets après avoir mené avec succès une contre-offensive éclaire contre les troupes russes dans l'oblast de Kharkiv et après avoir repris la ville stratégique d'Izioum qui était pour l'armée russe un important point logistique pour mener ses opérations offensives dans le Donbass,,,,. 
Les combats se déroulent en périphérie de la ville. 
Le 12 septembre, L'armée ukrainienne aurait franchi la Donets en passant par 3 endroits différents ce qui lui a permis de reprendre Sviatohirsk (environ 15 km au nord-ouest de Lyman) et d'entrer dans les forêts de Kreminna (environ 30 km à l'est de Lyman).
Le 16 septembre, Dibrova, ville qui se situe au sud de Lyman, est libérée par l'armée ukrainienne.
Le 18 septembre, c'est au tour de Chtchourove, à l'ouest de Lyman, d'être libérée.
Le 22 septembre, l'armée ukrainienne est aux abords sud de Lyman. Elle lance plusieurs attaques aux alentours de la ville dans l'objectif de l'encercler,,.
Le 24 septembre, l'armée ukrainienne contrôle les localités de Studenok, Sosnove et Yarova : elle force le passage de l'Oskil à l'ouest de Lyman et menace Drobysheve,
Le 25 septembre des combats ont lieu à Ridkodub
,, au nord-ouest de Lyman, ce qui marque le début du contournement par le nord de Lyman et Drobysheve.  
Le 28 septembre, Lozove, sur le réservoir de l'Oskil est libérée, ainsi que plusieurs localités au nord de Lyman, la plus à l'est étant Kolodiazi, proche de la rivière Zerebets
,. 
Le 1er octobre, Drobysheve à l'ouest de Lyman est libérée, ainsi que Yampil au sud. Seule route permettant encore de quitter Lyman (vers Zarichne/Torske) est sous le feu ukrainien au nord comme au sud, les forces qui évacuent la ville, de nuit, subissent des pertes importantes. Le jour-même, les forces ukrainiennes rentrent dans Lyman après la fuite des forces russes, le nettoyage des poches commence,,,. 
Le 2 octobre, le Président Zelensky déclare : « Depuis 12 h 30, heure locale (09 h 30 GMT), Lyman est totalement débarrassée (de l'armée russe). Merci à nos militaires ».

Zarichne et Torske sont reprises, la rivière Zerebets est passée, les forces russes se replient vers Kreminna sur la rivière Krasna.

## Conséquences
Le 3 octobre, la poussée des forces ukrainiennes au nord de Lyman permet de menacer les voies d'approvisionnement de Borova, un des points de passage sur le réservoir d'Oskil, que les Russes avaient commencé à fortifier, ce qui incite les forces russes à abandonner la ville. La bataille de Svatove commence aussi.
Le 4 octobre, toute la rive est du réservoir d'Oskil est sous contrôle ukrainien, ce qui assure la jonction par le sud avec la tête de pont de Koupiansk.